# Sohrevard
Sohrevard (persiska: سُهرَوَرد, سهرورد) är en ort i Iran.   Den ligger i provinsen Zanjan, i den nordvästra delen av landet, 270 km väster om huvudstaden Teheran. Sohrevard ligger 1 907 meter över havet och antalet invånare är 5 786.
Terrängen runt Sohrevard är kuperad.Runt Sohrevard är det ganska glesbefolkat, med 34 invånare per kvadratkilometer. Närmaste större samhälle är Qīdar, 14,4 km öster om Sohrevard. Trakten runt Sohrevard består i huvudsak av gräsmarker.